# 卡澤諾維亞 (明尼蘇達州)
卡澤諾維亞（英語：Cazenovia）是位於美國明尼蘇達州派普斯通縣特洛伊鎮區的一個非建制地區。

## 歷史
卡澤諾維亞於1884年成立，芝加哥、岩島和太平洋鐵路曾於此地設站。翌年設立郵局，該郵局其後於1938年停運。

## 地理
卡澤諾維亞所處的海拔為高於海平面510米（即1673英呎），而該地所採用的時區為UTC-6，即北美中部時區（CST）。同時該地設有夏令時間，為UTC-6調快一小時，即UTC-5（CDT）。